# 河内丸
河内丸 (かわちまる) は軍務官直轄 (日本海軍) の軍艦。艦名は河内国に因む。元アメリカ税関監視艇局の「カンカキー」 (USRC Kankakee)。

## 艦歴
「河内丸」は米国でポータクセット級(Pawtuxet class) 蒸気カッターの5番艦「カンカキー」として建造された。ポータクセット級は南北戦争中に税関監視艇局のカッター(哨戒艦)として6隻が建造されたが、戦争中は船団の護衛と哨戒に従事していた。後に6隻中3隻が日本に売却されている。なお、ポータクセット級の帆装は縦帆のスクーナーであるが、カンカキーだけは横帆のブリッグであったとの記録もある。
明治元年12月（1869年1月から2月）にアメリカ人から購入、12月29日（1869年2月8日）に「河内丸」と命名された。翌明治2年1月2日（1869年2月12日）に受領、軍務官所管となる。6月に兵庫港に係留され保管艦として使用されたが、8月7日（9月12日）から岡山藩に管理させた。
明治3年（1870年）7月2日に岡山藩から返上の申し出があり、兵部省は許可した。その後は大蔵省へ移管し倉庫船として使用された。

## 艦長
- (艦長代) 直塚傳太:明治元年12月23日[12] -

## 同型艦
- 高雄丸(第二回天)：元2番艦アシュロット(USRC Ashuelot)
- 武蔵艦：元6番艦キワニー(USRC Kewanee)